# Obersalzberg
Obersalzberg est un quartier de Berchtesgaden, dans l'arrondissement du Pays-de-Berchtesgaden en Haute-Bavière (Allemagne). Il a fait partie intégrante de la commune de Salzberg jusqu'en 1972, l'année à laquelle elle a été incorporée à Berchtesgaden. En français, il est souvent confondu avec la montagne des Alpes de Berchtesgaden sur laquelle il se trouve et, de la sorte, la formule fautive « l’Obersalzberg » est parfois rencontrée.
Obersalzberg, une station touristique traditionnelle, est surtout connu pour avoir été le site du Berghof, la résidence secondaire d'Adolf Hitler, également classée parmi ses quartiers généraux, en raison des aménagements importants dont la zone interdite environnante a été l'objet.

## Géographie
Obersalzberg surplombe le centre-ville de Berchtesgaden et est situé à environ deux kilomètres à l'ouest de la frontière avec l’Autriche. La ville autrichienne de Salzbourg se trouve environ quinze kilomètres au nord.

## Histoire
Déjà à partir du XIVe siècle, Obersalzberg était un district (Gnotschaftsbezirk) de la prévôté de Berchtesgaden, un fief immédiat du Saint-Empire romain. En 1810, le territoire de la prévôté est cédé au nouveau royaume de Bavière. Vers la fin du XIXe siècle, les Allemands commencent à faire d’Obersalzberg un lieu de vacances. En 1877, Mauritia Meyer, fille d'un forestier et aubergiste à Bad Reichenhall, a ouvert la première pension Moritz (son surnom) dans une ancienne ferme ; arrivé parmi les premiers, son ami écrivain Richard Voss. Au cours des années suivantes, elle a accueilli de nombreux artistes, parmi lesquels Clara Schumann, Johannes Brahms, Joseph Joachim, Peter Rosegger, Ludwig Knaus et Franz von Lenbach, mais également l'ingénieur Carl von Linde. En 1928, l'établissement a été renommé Platterhof, inspiré par un personnage de roman de Richard Voss.

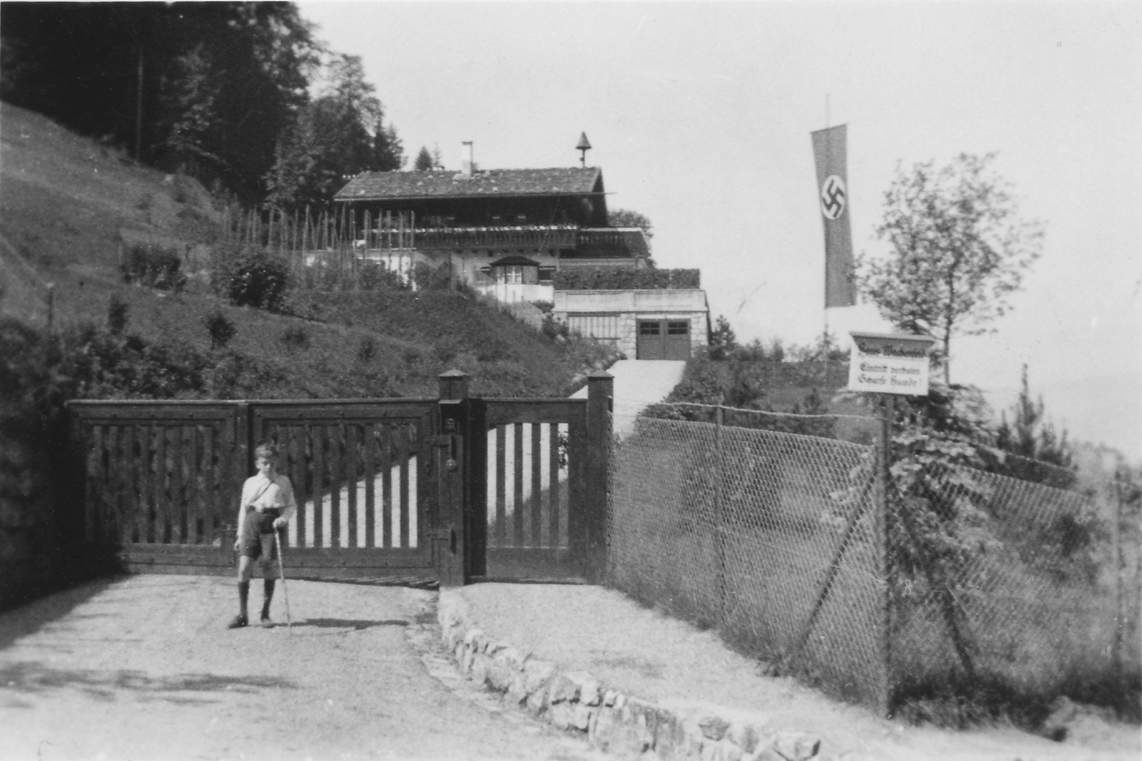
La maison Wachenfeld en 1934.

À la suite de l'échec du putsch de 1923, l'activiste Dietrich Eckart vient faire retraite à Obersalzberg et en 1925, après sa sortie de prison, son ami Hitler y resta. Il s'éprend tant de la région qu'en 1928, il loue une demeure, la « maison Wachenfeld », qui était la propriété de Margarete Winter, la veuve d'un fabricant de Buxtehude. 
En 1932, un an avant d’être élu chancelier du Reich, grâce à ses droits d’auteur sur la vente de Mein Kampf, Hitler pouvait acheter la maison Wachenfeld et commence la reconstruction et l'expansion du bâtiment, notamment une gigantesque fenêtre panoramique qui s'abaisse mécaniquement et permet d’avoir une vue splendide sur Untersalzberg. La demeure est ensuite surnommée le Berghof. D'autres dirigeants nazis comme Hermann Göring ou Martin Bormann achètent à leur tour des maisons à proximité et, en 1935-1936, tous les habitants des environs se voient racheter leur propriété de gré ou de force, car la zone devient interdite au public et est déclarée Führersperrgebiet, « zone réservée du Führer ».

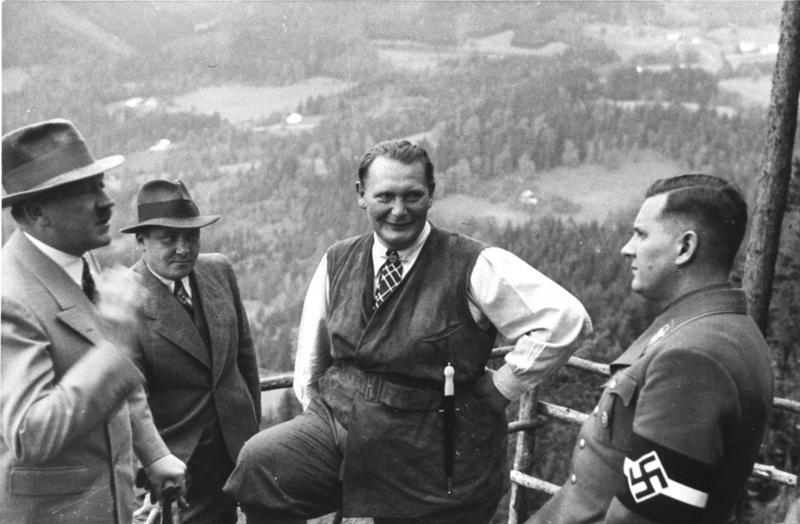
Hitler, avec Bormann, Göring et Schirach, en 1936.

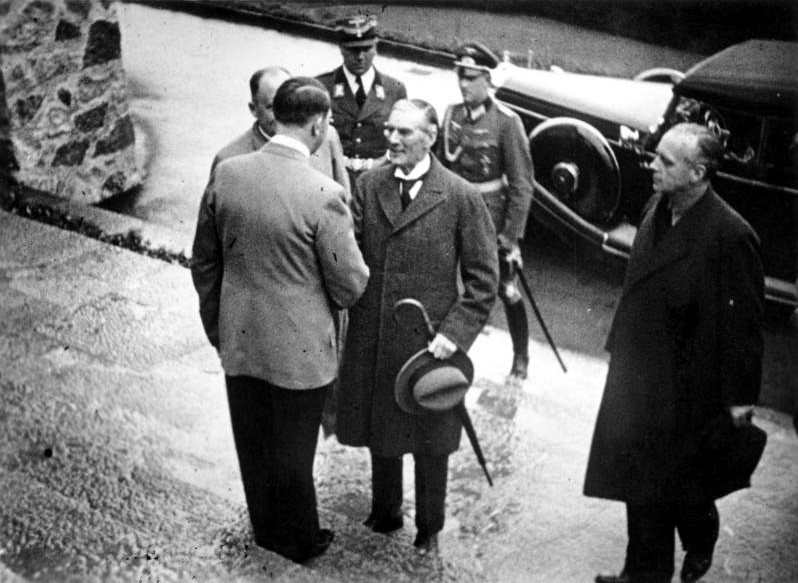
Hitler reçoit Neville Chamberlain au Berghof pour préparer les accords de Munich, septembre 1938.

Le secteur est alors transformé en complexe avec des installations militaires de sécurité et d'hébergement du personnel, des hôtels, des bunkers souterrains et des défenses contre les raids aériens. Sont également aménagés une salle de cinéma, une caserne pour les SS, un champ de tir souterrain pour permettre un entraînement quotidien sans déranger le voisinage.
En complément de la zone entourant le Berghof, près du sommet du Kehlstein à une altitude de 1 834 mètres, Bormann fait aménager en 1937 la Kehlsteinhaus, également surnommée « le Nid d'aigle », une salle de conférences pour le parti nazi.
Hitler et Eva Braun viennent souvent à Obersalzberg dans la seconde partie des années 1930, pour se détendre. Hitler utilise également l'endroit pour recevoir et impressionner des visiteurs éminents et aussi préparer des actions politiques avec les principaux responsables de l’appareil d’État nazi.
Hitler passe le mois d’août 1939 à Obersalzberg pour préparer le plan d’invasion de la Pologne en septembre suivant.
Après le déclenchement de la Seconde Guerre mondiale, les visites sont plus rares car le Führer passe beaucoup de temps à diriger ses campagnes militaires et il fréquente alors ceux de ses Quartiers généraux qui sont plus proches des zones de conflit, comme par exemple la Wolfsschanze en Prusse-Orientale.
Il semble que Hitler ait choisi le nom du plan d’attaque de l’Union soviétique, l’opération Barbarossa, parce qu'une légende disait que l'esprit du roi du Moyen-Âge habitait la vallée à Untersalzberg.
La dernière visite connue de Hitler date de juillet 1944.

### Destruction du complexe nazi
L'ensemble des bâtiments est sérieusement endommagé par un bombardement de la Royal Air Force le 25 avril 1945. Le 4 mai, quatre jours après le suicide de Hitler, des SS qui battent en retraite mettent le feu au Berghof, selon les ordres qu'il avait donnés.
Quelques heures après, la 3e division d’infanterie américaine et la 2e division blindée française arrivent à Berchtesgaden. La zone d’Obersalzberg est placée sous administration américaine. À ce moment, le Berghof contient des tableaux détruits, des vêtements, des équipements médicaux, et un cellier,. La villa est pillée par les militaires alliés.
Le complexe du Berghof subsiste jusqu'en 1952 et attire des touristes. Mais le gouvernement bavarois décide de démolir les bâtiments pour qu'ils ne se transforment pas en lieu de pèlerinage pour les nostalgiques du nazisme.
Le 30 avril 1952, le Berghof, les maisons de Göring, de Bormann, la caserne SS, le « Kampfhäusl » et la maison de thé sont entièrement détruits. En tout, plus de 50 bâtiments nazis sont concernés par ces destructions.

## Remise en état de la zone et situation actuelle
Le Platterhof, hôtel pour les invités de Hitler, n’a pas été détruit, mais a servi de résidence au général américain Walker et à ses services. Il a finalement été démoli en 2001.
L'hôtel zum Türken voisin (« l’hôtel Au Turc »), utilisé par les services de sécurité de la SS, avait été sérieusement endommagé en 1945 : il a été reconstruit en 1950 et a rouvert pour Noël de cette année-là. Les visiteurs peuvent encore visiter les abris souterrains ainsi que des tunnels qui étaient utilisés par les nazis,,.
Le parc national de Berchtesgaden a été créé en 1978 et est devenu le principal centre d’intérêt pour les touristes. L'essentiel de ceux-ci se concentrent sur quelques emplacements, le reste des endroits allant aux explorateurs de la nature.
En 1995, l'ensemble de la zone est retournée sous l'administration du gouvernement bavarois et la construction d’un hôtel cinq étoiles a alors été décidée : le Kempinski Hotel Berchtesgaden (de). Celui-ci a ouvert en 2005, sous le nom de « InterContinental Berchtesgaden Resort » qu'il a gardé jusqu'en 2015,.
Depuis 1999, le Dokumentationszentrum Obersalzberg (en), un musée sur l'histoire de la zone, a ouvert, qui fonctionne sous la supervision de l‘Institut d'histoire contemporaine de Munich,.
À proximité, les principaux centres d’intérêt pour les touristes sont le Königssee, la mine de sel (la Salzbergwerk Berchtesgaden (de)), et la Kehlsteinhaus (anciennement surnommée le Nid d’aigle} qui fait office de restaurant en saison,.

L'Obersalzberg de nos jours
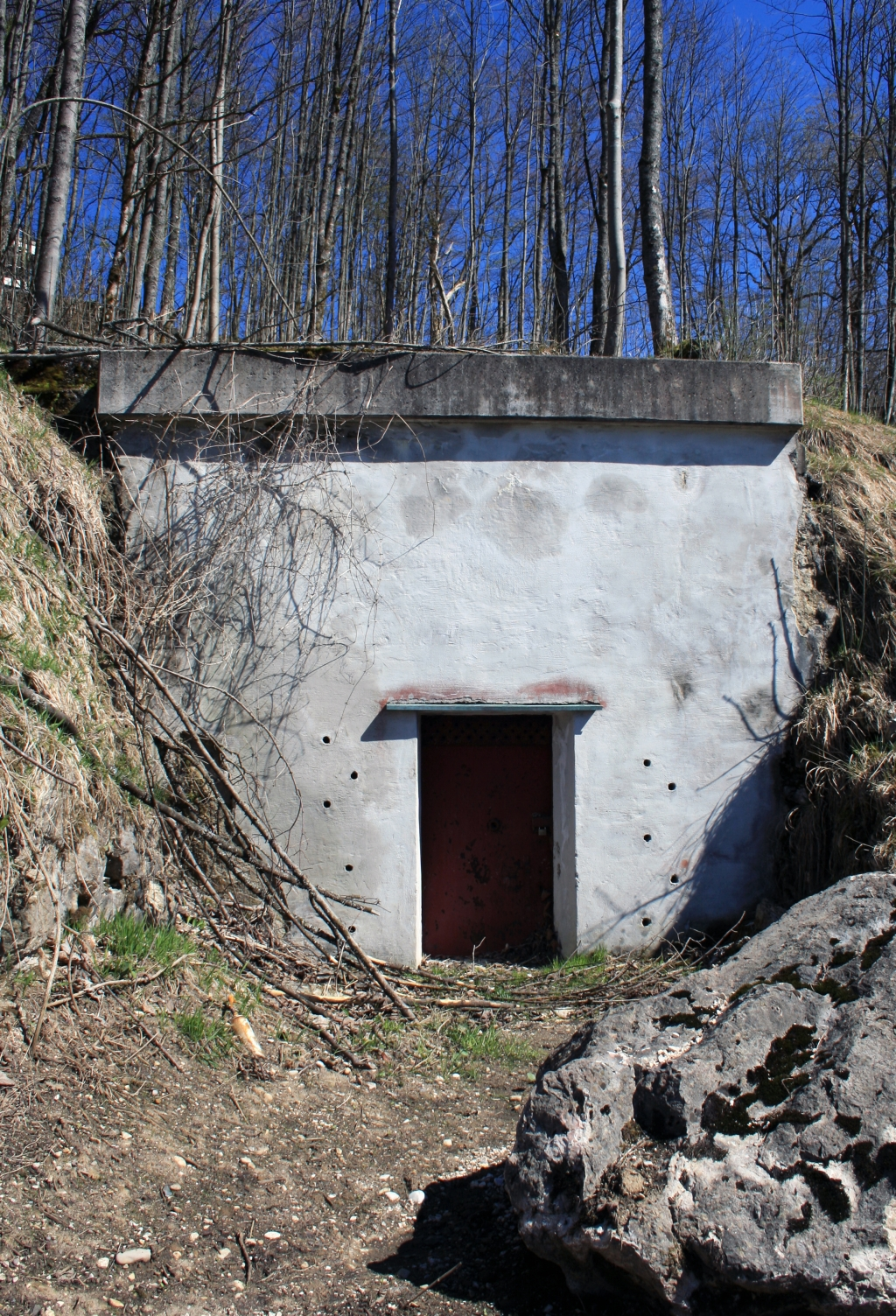
Entrée du bunker de Martin Bormann en 2008.
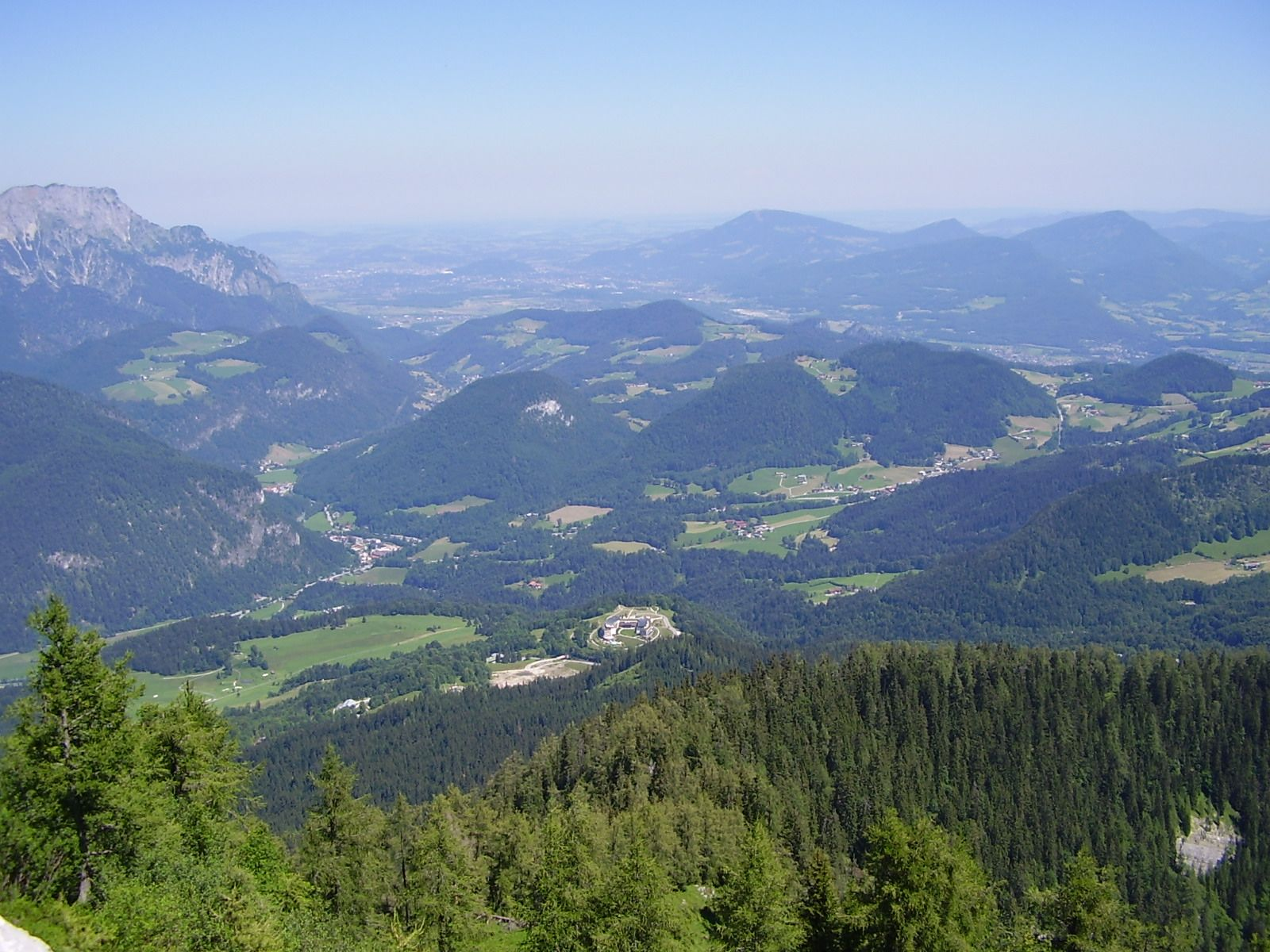
Panorama vers le nord, depuis la route qui mène au « Nid d’aigle » (Kehlsteinhaus). Salzbourg est à peine visible au fond. Berchtesgaden se trouve juste sur la gauche en dehors du cadre. Le Kempinski Hotel (de) est au centre, au pied de la montagne.
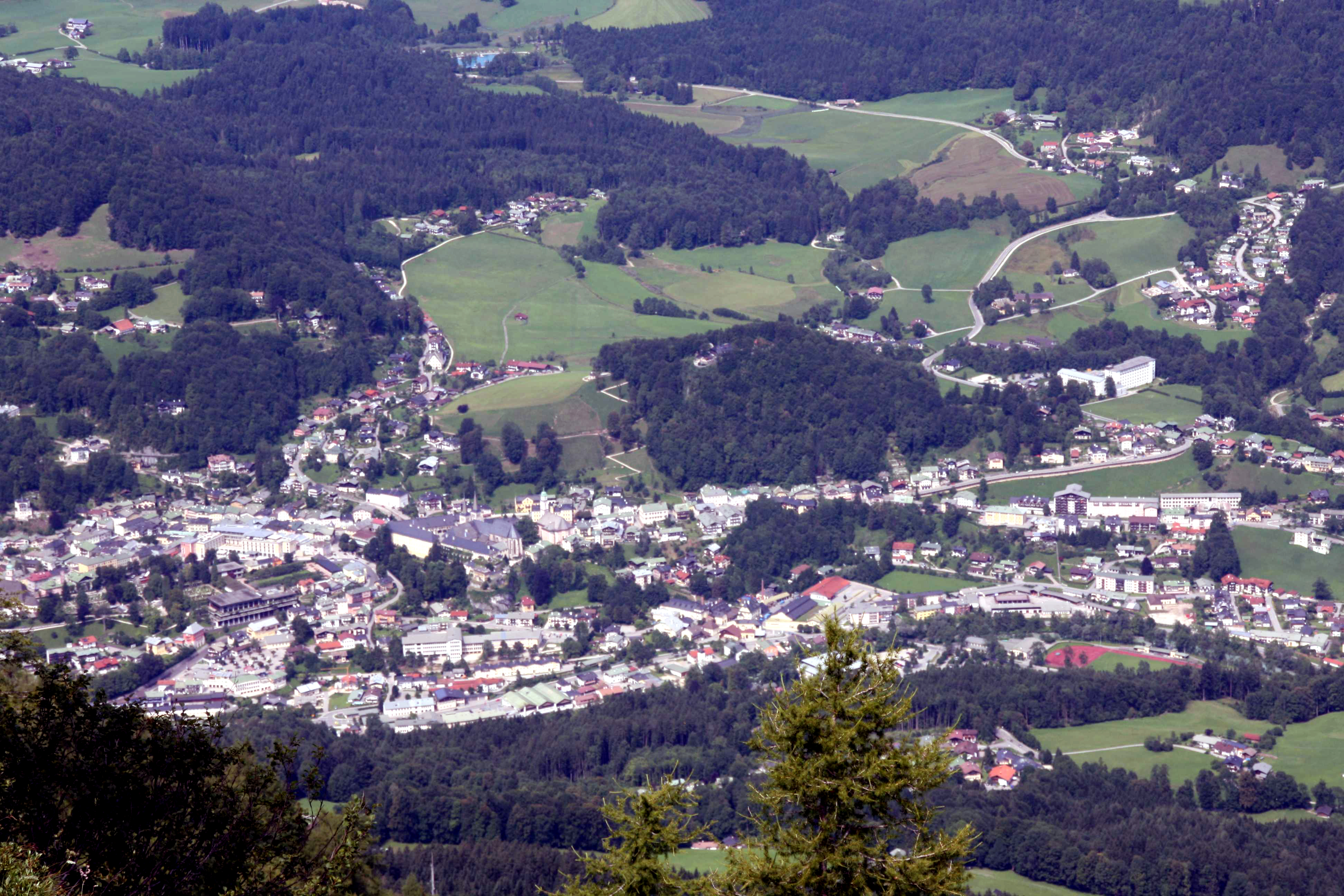
Vue vers le nord-ouest à partir du « Nid d’aigle » : la petite ville de Berchtesgaden.
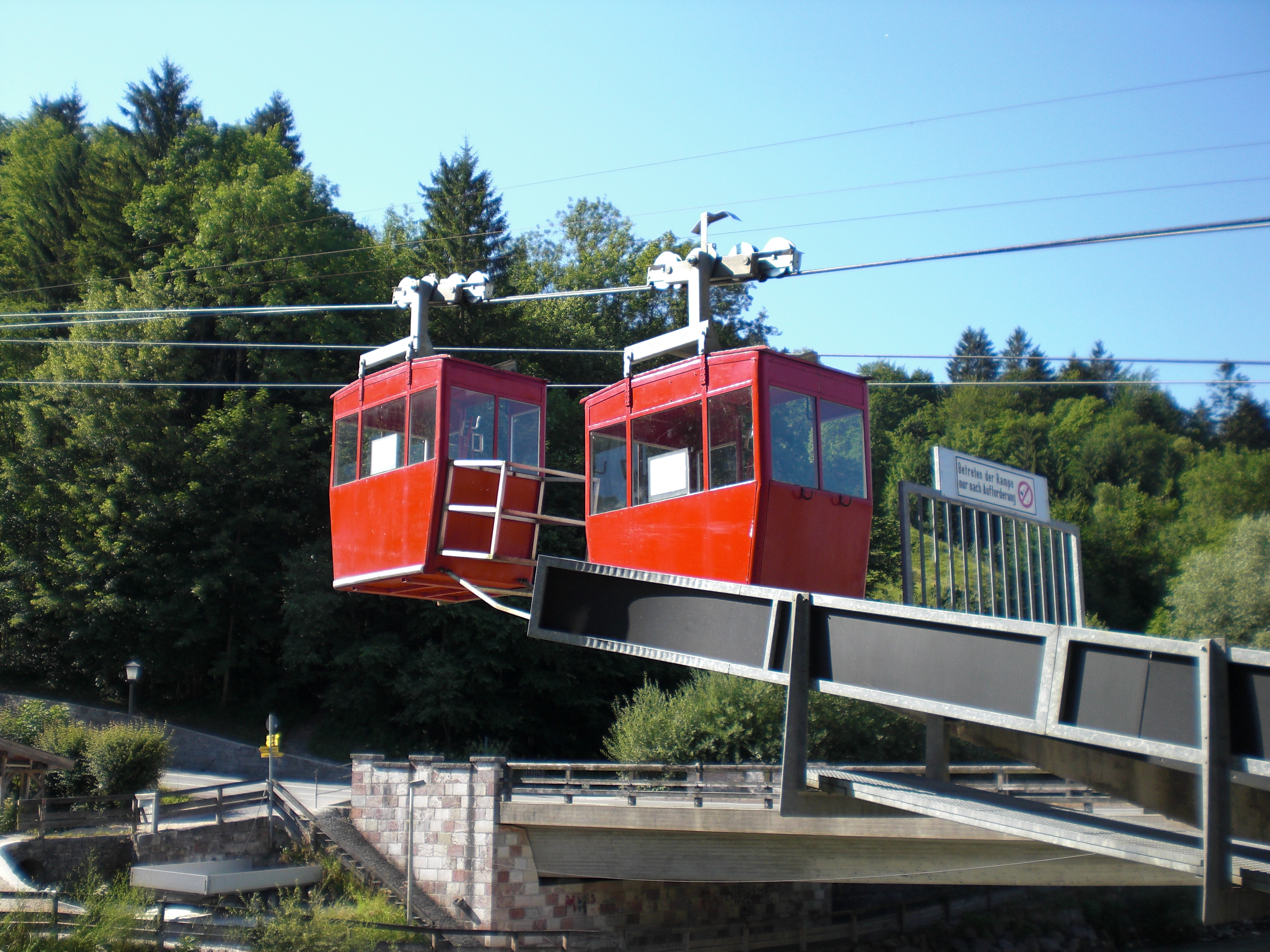
L'Obersalzbergbahn en 2013 à mi-hauteur du mont Kehlstein (alt. 1 850 m). Il emmène les touristes du centre-ville de Berchtesgaden. Au sommet du Kehlstein se trouve le « Nid d’aigle ».
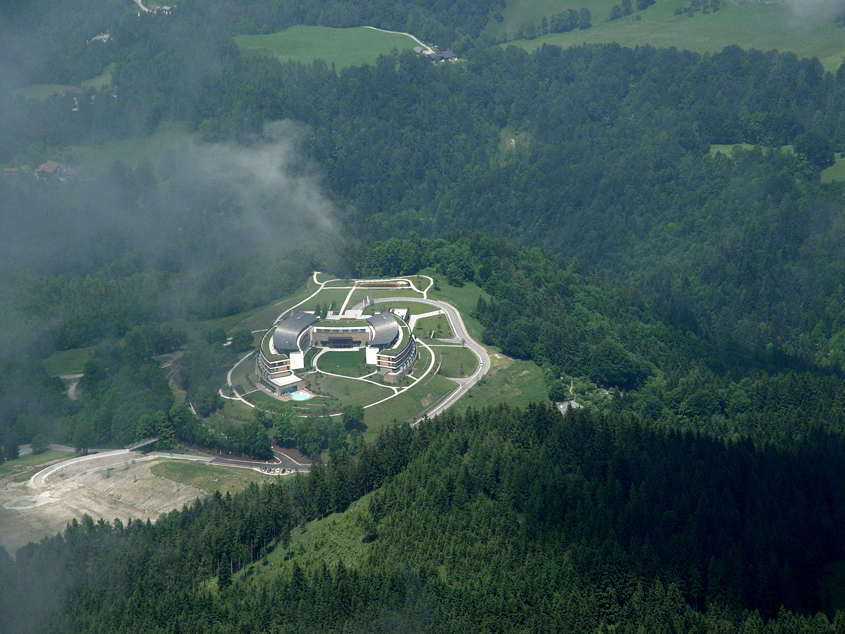
Depuis le « Nid d’aigle », vue (en 2005) sur le Kempinski Hotel Berchtesgaden (de) (emplacement de l’ancienne résidence de Göring).

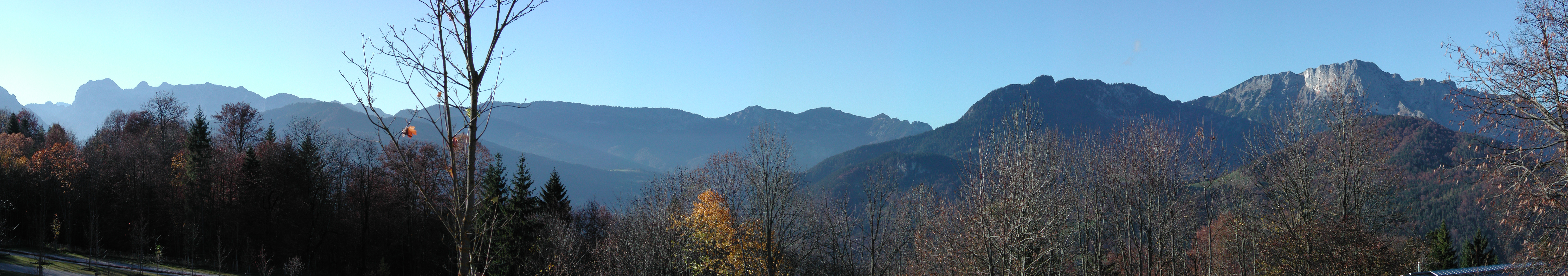
Vue panoramique depuis Obersalzberg.

## Inventaire des bâtiments nazis les plus connus
- Le Berghof, la résidence privée d’Adolf Hitler. Détruit.
- La « Partei-Gästehaus „Hoher Göll“ » : « la maison des invités du parti „Hoher Göll“ » ; aujourd’hui c’est le Dokumentationszentrum Obersalzberg (en).
- La ferme. Détruite.
- La caserne SS. Détruite.
- Le jardin d’enfants. Détruit.
- La Kehlsteinhaus : le Nid d’aigle, au sommet du Kehlstein. Devenue un restaurant ouvert en saison.
- La pension Moritz. Détruite.
- Le « Platterhof » : cet hôtel pour les invités de Hitler a été la résidence du général américain Walker, après 1945. Détruit en 2001.
- La « Mooslahnerkopf Teehaus » : la maison de thé « Mooslahnerkopf », à proximité du Berghof ; Hitler affectionnait la promenade pour s'y rendre à pied. Détruite.
- Le « Hotel zum Türken » : « l'hôtel Au Turc » ; utilisé par les services de sécurité SS : le RSD (les gardes du corps du Führer), le SD (rattaché à Reinhard Heydrich). Détruit et reconstruit en 1950.
- La Kamphäusl, là où Hitler a dicté la seconde partie de son Mein Kampf. Détruite.
- La seconde ferme : aujourd’hui regroupe une résidence hôtelière, un restaurant, un magasin.
- Les maisons de Martin Bormann, Hermann Göring. Détruites. La maison et l'atelier de l'architecte et ministre de l'armement du Reich Albert Speer est toujours visible et gardé en l'état par les propriétaires. Aujourd’hui, l'emplacement de la maison de Göring est occupé par l’hôtel Kempinski (de).